# Про Федота-стрільця, удалого молодця (мультфільм)
Про Федота-стрільця, удалого молодця — (рос. Про Федота-стрельца, удалого молодца) — повнометражний мультиплікаційний фільм 2008 року, екранізація однойменної віршованої казки Леоніда Філатова.
Робота над анімаційним фільмом проведена на студії «Мельница».
Прем'єра фільму відбулася 12 грудня 2008 року в Москві, з 18 грудня фільм випущений в прокат. Фільм вийшов в український прокат одночасно 18 грудня 2008 року; для українського прокату український дистриб'ютор «Синергія» не створив українського дубляжу і фільм демонструвався з оригінальною російською озвучкою.

## Ролі озвучували
- Сергій Безруков — Федот
- Хаматова Чулпан Наїлівна — Маруся
- Сухоруков Віктор Іванович — цар
- Дюжев Дмитро Петрович — генерал
- Костянтин Бронзит
- Олександр Ревва — Баба-Яга
- Добровольська Євгенія Володимирівна — нянька царя
- Михайло Єфремов — Те-чого-не-може-бути
- Ірина Безрукова — царівна
- Олег Куликович

## Цікаві факти
- Пісня, яку у фільмі двічі співав цар — це «Берези» групи «Любе».
- В епізодах, де Маруся і Баба-Яга займаються домашнім господарством, миготять уривки передач Першого каналу.